# Arcs de Saint-Pierre
Arcs de Saint-Pierre jsou pozoruhodné přírodní skalní brány nalézající se na náhorní plošině Causse Méjean asi 1 km jihozápadně od vesnice Saint-Pierre-des-Tripiers ve francouzském departementu Lozère v národním parku Cévennes.
Skalní brány Arcs de Saint-Pierre jsou geologickou kuriozitou, kde eroze vymodelovala ve vápenci zvláštní tvary - mimo jiné i dva majestátní skalní mosty. Skalní mosty jsou vzdáleny pouhých 100 m od pozůstatků starobylé galorománské vesnice.
Lokalitou prochází značená turistická stezka vedoucí z vesnice Saint-Pierre-des-Tripiers přes samotu La Viale do osady Cassagnes. Auta lze zanechat na parkovištích u La Viale nebo u Cassagnes.

## Galerie

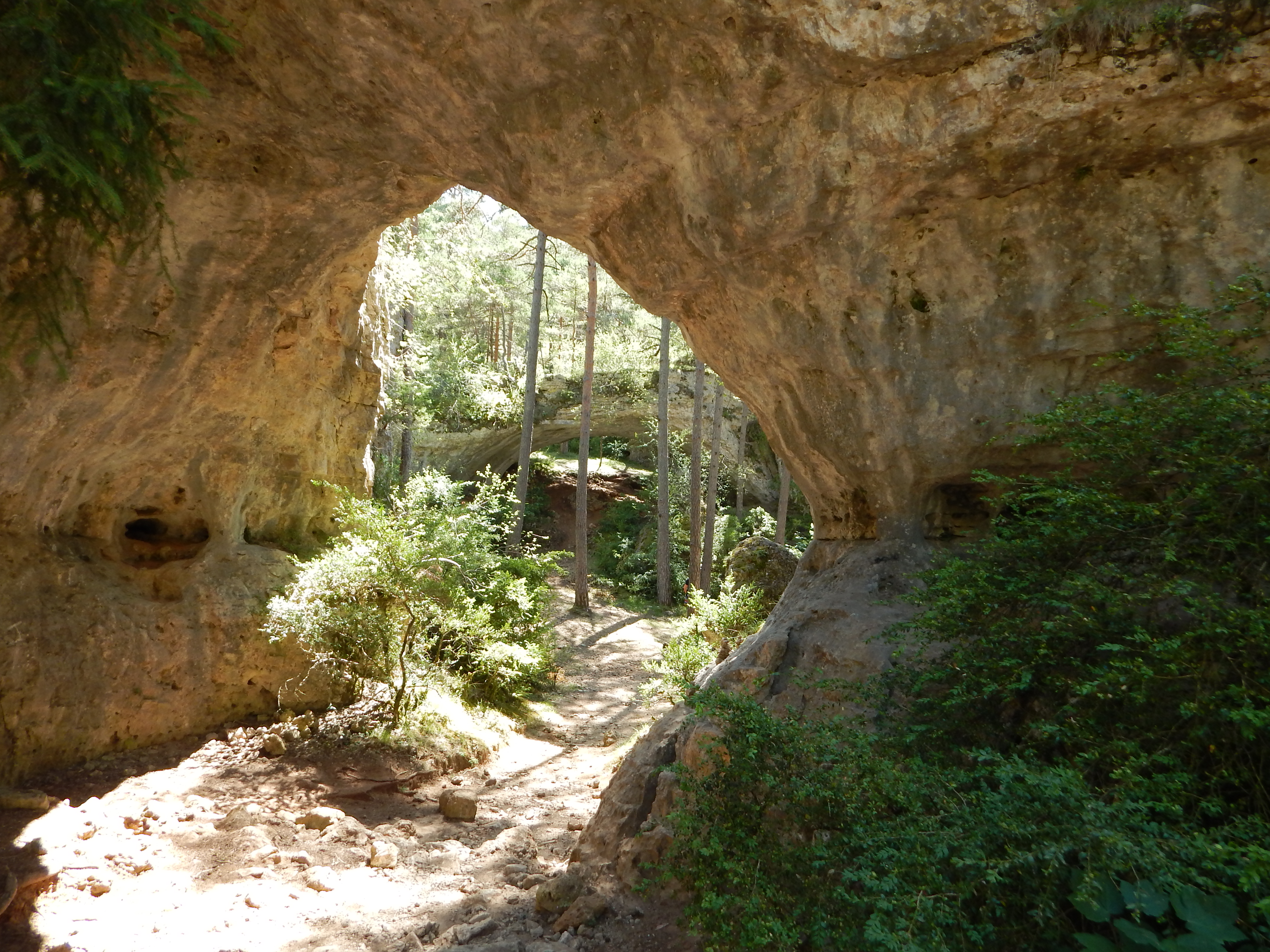
Skalní brány Arcs de Saint-Pierre
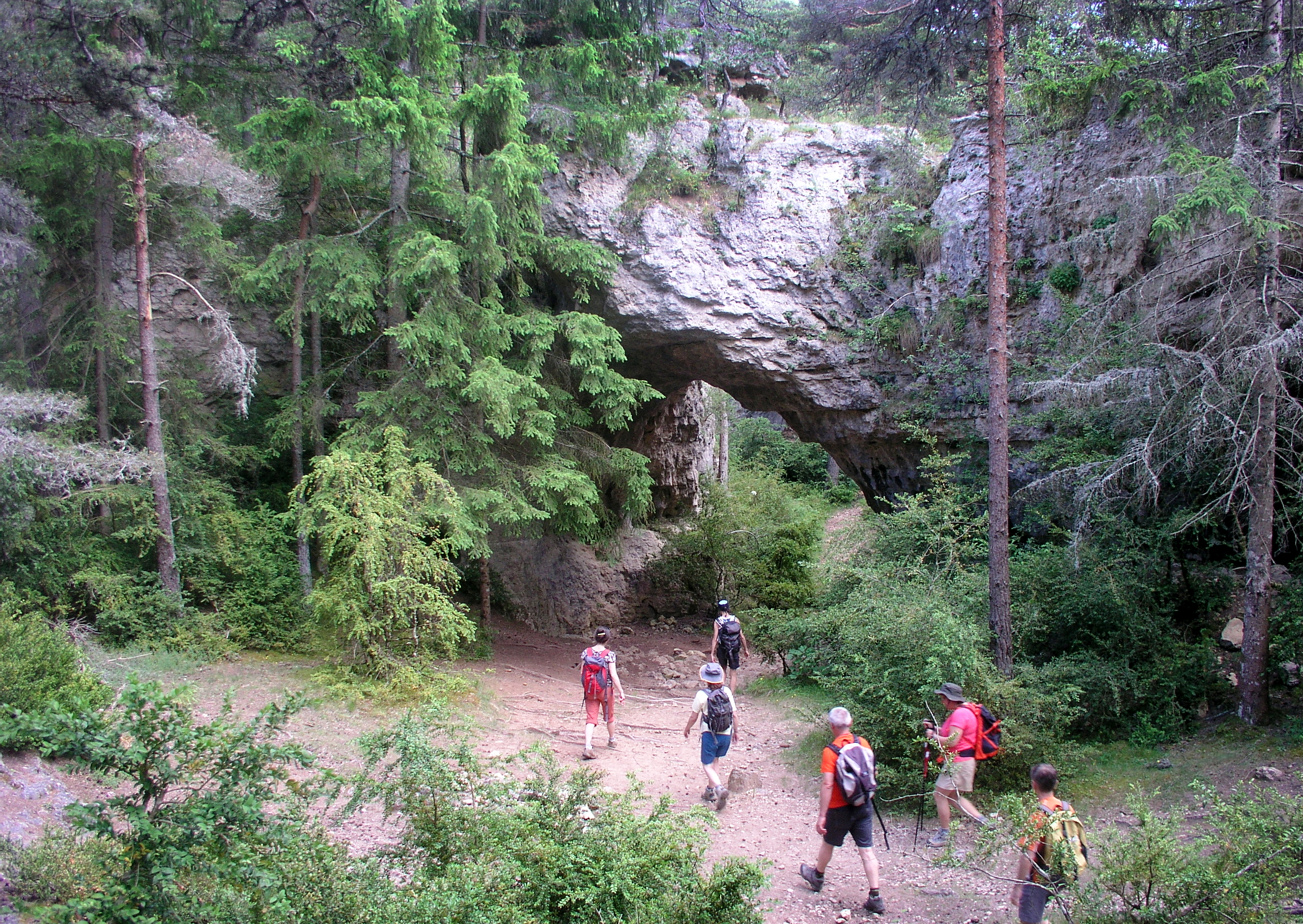
Skalní brány Arcs de Saint-Pierre
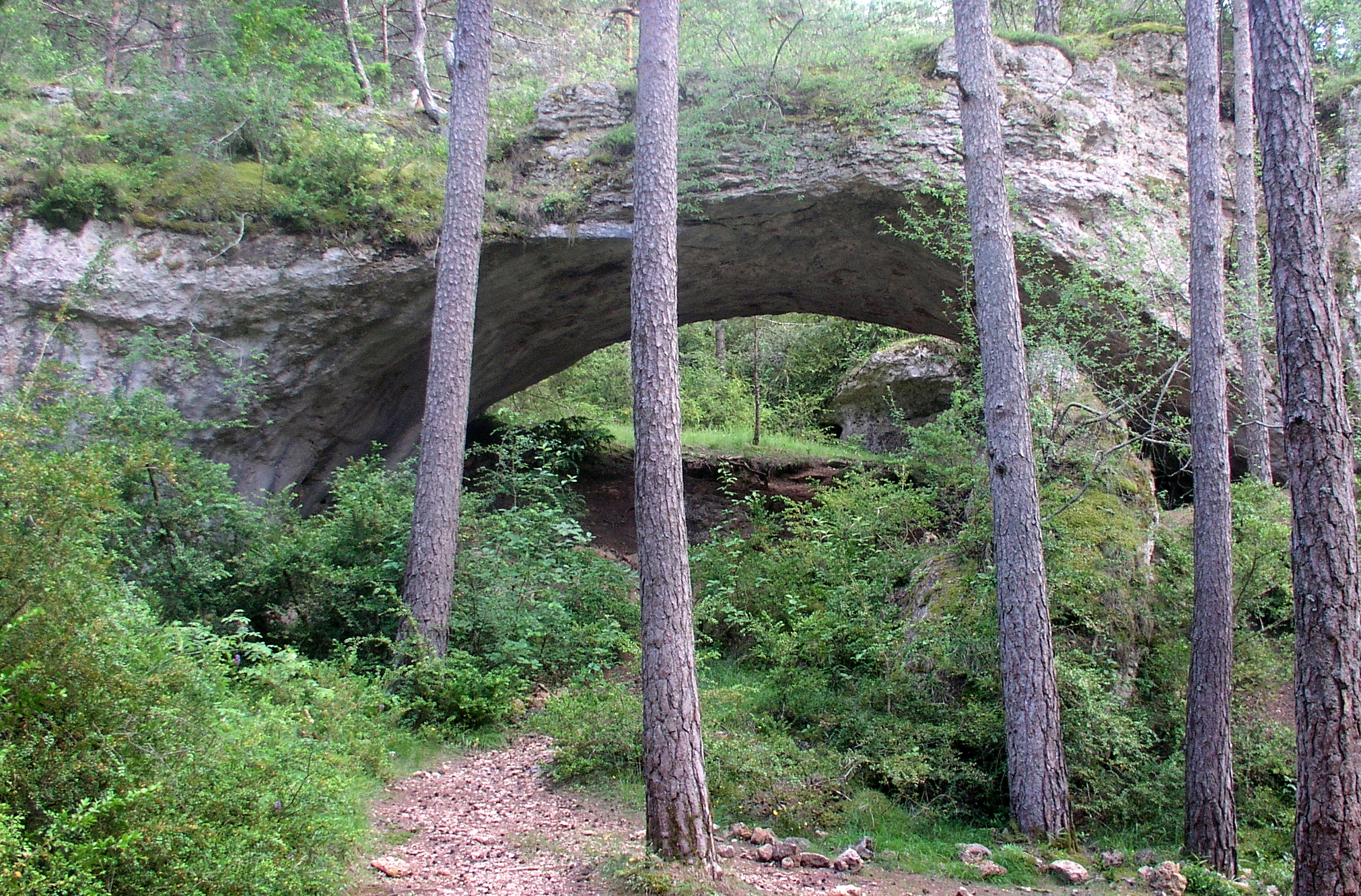
Skalní brány Arcs de Saint-Pierre
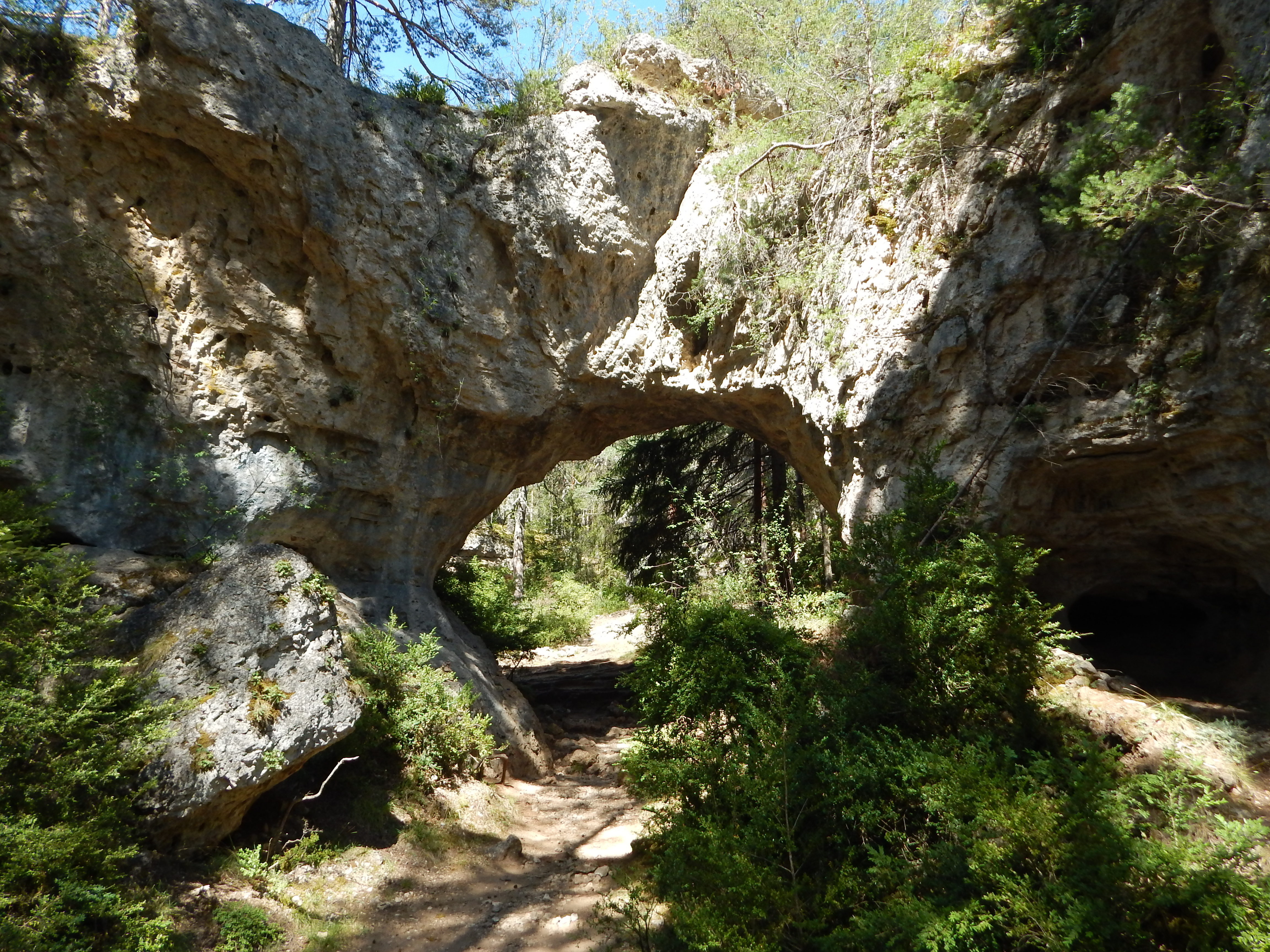
Skalní brány Arcs de Saint-Pierre
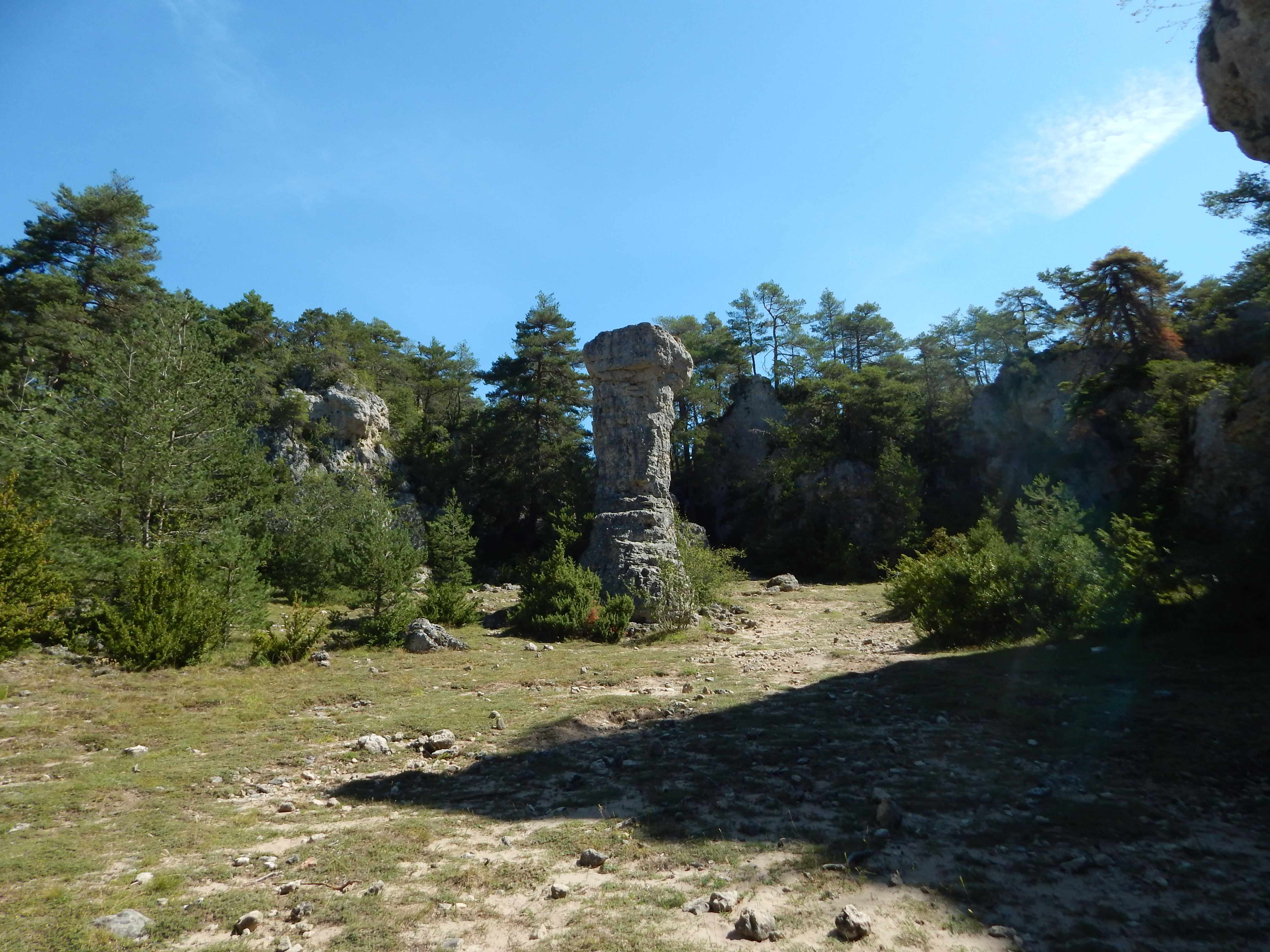
Krajina u Arc de Saint-Pierre
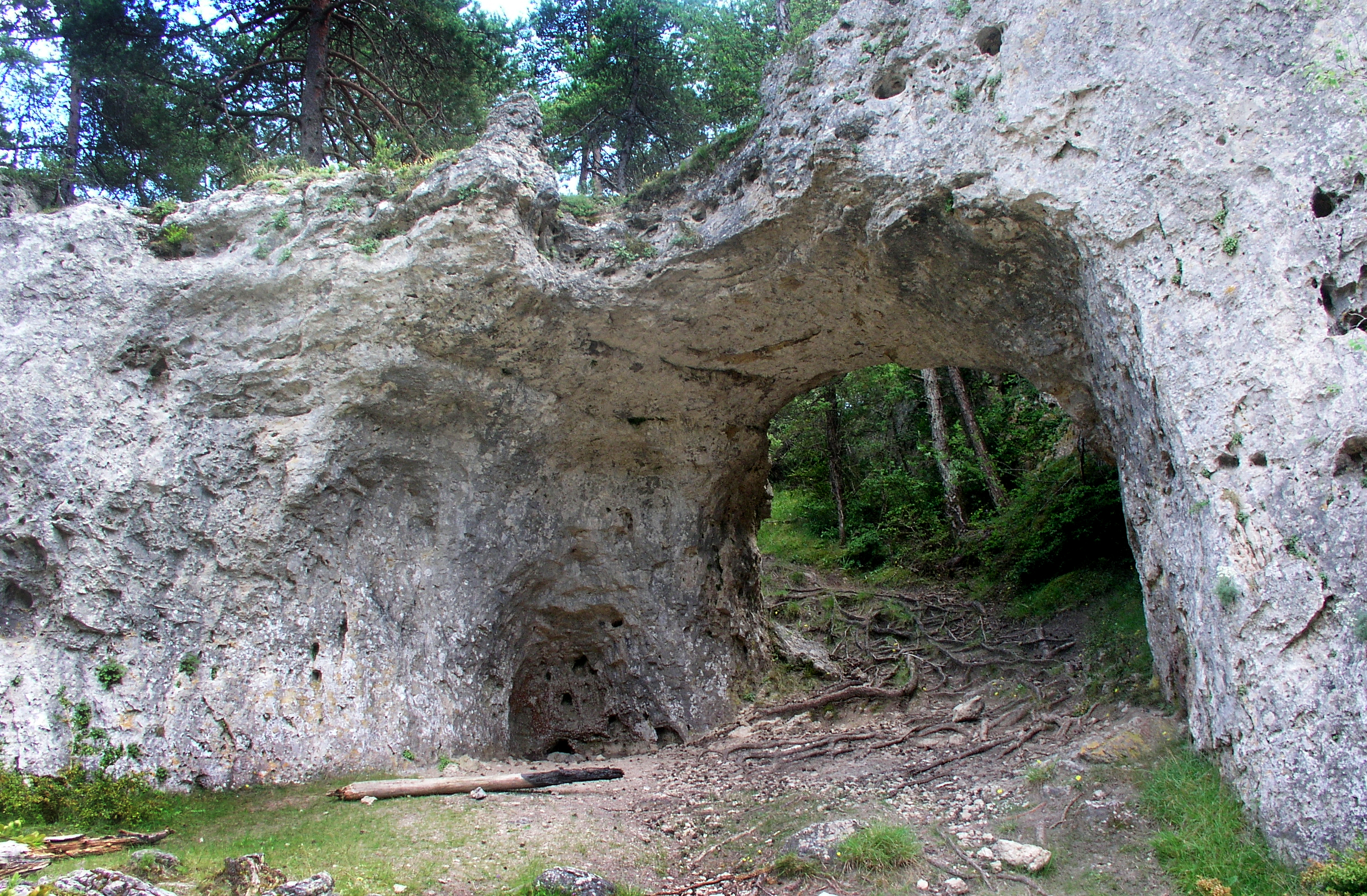